# 至治 (大理)
至治（しじ）は、中国の大理国の段思良の時代に使用された元号。946年 - 951年。

## 西暦との対照表
| 至治 | 元年  | 2年   | 3年   | 4年   | 5年   | 6年   |
| 西暦 | 946年 | 947年 | 948年 | 949年 | 950年 | 951年 |
| 干支 | 丙午  | 丁未  | 戊申  | 己酉  | 庚戌  | 辛亥  |